# Sacha Filippov
Pour les articles homonymes, voir Filippov.
Alexandre « Sacha » Filippov (en russe : Александр Александрович Филиппов, Aleksandr Aleksandrovitch Filippov ; 26 juin 1925 à Stalingrad - 23 décembre 1942 à Stalingrad) fut un espion de l'Armée rouge lors de la Bataille de Stalingrad.
Travaillant en tant que cordonnier pour les Allemands, il était informé des positions des troupes, informations qu'il retransmettait aux Russes. Il est découvert et exécuté par pendaison le 23 décembre 1942.

## Hommages
- Sacha a reçu l'Ordre du Drapeau Rouge à titre posthume en 1944.

- À Volgograd, l'ancienne rue de Briansk où il a vécu porte aujourd'hui son nom, de même que l'école publique (no 14) de cette même rue. Il y a aussi un parc qui porte son nom, où sa tombe et un mémorial sont situés.

- Le personnage de Sacha Filippov est repris dans Stalingrad de Jean-Jacques Annaud, par l'acteur Gabriel Thomson (en).